# Max Imdahl
Max Imdahl (Aquisgrana, 9 settembre 1925 – Bochum, 11 ottobre 1988) è stato uno storico dell'arte tedesco, che si dedicò in particolare all'interpretazione illustrativa dell'arte della modernità e alla riflessione sui metodi della ricerca storico-artistica.

## Vita e opere
Max Imdahl all'inizio si considerò soprattutto un pittore e trovò anche pubblico apprezzamento (Premio Blevin-Davis) con un primo quadro (Schmerzensmann, "L'uomo del dolore"'). Poi però si dedicò quasi completamente alla storia dell'arte; solo nei suoi ultimi anni di vita tornò a dipingere più intensamente.
Imdahl insegnò dal 1965 fino alla sua morte nel 1988 storia dell'arte come primo titolare della cattedra omonima presso la neoistituita Università della Ruhr a Bochum. Fu nello stesso tempo anche direttore della sezione moderna delle collezioni d'arte dell'Università della Ruhr. Tra i suoi principali nelle ricerca e nella didattica si annoveravano l'ottoniana, la pittura di Giotto, la pittura del barocco olandese e il classico francese e lo sviluppo artistico dalla fine del XIX secolo. A Imdahl interessava in particolare il dibattito teorico sui mezzi della composizione artistica del colore e della linea dai discorsi nelle accademie degli inizi dell'età moderna fino al principio del XX secolo. In qualità di uno dei primi docenti universitari tedeschi Imdahl in generale ha difeso con forza l'arte innovativa e più innovativa come ambiti naturali della storia dell'arte.
Max Imdahl ebbe un atteggiamento critico nei confronti dei metodi storico-artistici privi di sensibilità per le particolarità dell'opera d'arte. La sua didattica e i suoi scritti si distinguono per le analisi approfondite delle immagini in una ricostruzione descrittiva e interpretativa delle singole opere. Egli chiamò "iconico" il suo metodo di giusta interpretazione delle immagini. Solo nell'irrecuperabilità dell'opera d'arte attraverso la parola diventa possibile sperimentarne il senso genuinamente fondato sulle immagini. Corrispondentemente i testi di Imdahl mostrano un'espressa riflessione concettuale e una grande accuratezza linguistica.
Nel suo particolare settore Imdahl era visto come uno spirito solitario ancora fino all'inizio degli anni 1980. I tradizionalisti giudicavano il suo approccio metodologico un attacco ai metodi allora dominanti della storia degli stili e delle forme e dell'iconografia e dell'iconologia; rifiutavano anche lo studio dell'arte moderna. Gli interpreti marxisti verso e dopo il 1968 rimproveravano alle sue analisi delle immagini la mancanza di una coscienza storica e criticavano la sua predilezione per l'arte concreta (astratta) di provenienza occidentale. Imdahl trovò invece sostegno per le sue riflessioni presso i filosofi, i teologici carrolici e nel gruppo di ricercatori "Poetica ed ermeneutica", al quale lui stesso apparteneva.
Dal 1966 al 1968 fu membro del consiglio di documenta (una delle più importanti manifestazioni di arte contemporanea in Europa) per la 4ª edizione svoltasi a Kassel nel 1968.
A causa della competenza specialistica di Imdahl e poiché Bochum era allora uno dei pochi istituti universitari costantemente interessati all'arte moderna, numerose allieve e allievi di Max Imdahl hanno lavorato corrispondentemente soprattutto in campo curatoriale. Il loro lavoro ha improntato in particolare il panorama dei musei del Nord Reno-Vestfalia.
La "Situation Kunst - für Max Imdahl" nel Parco di Casa Weitmar a Bochum ricorda Max Imdahl come parte delle collezioni d'arte dell'Università; vi è archiviato anche il lascito scritto. Una borsa di studio Max Imdahl per la comunicazione artistica è assegnata fin dal 1993 dalla Fondazione del Nord Reno-Vestfalia.
Il 1º gennaio 2011 l'Università della Ruhr a Bochum istituì in onore di Max Imdahl una nuova cattedra di professore invitato, che prende nome da lui. Il primo anno fu occupata dalla teologa evangelica Margot Kässmann.